# Hansruedi Giger

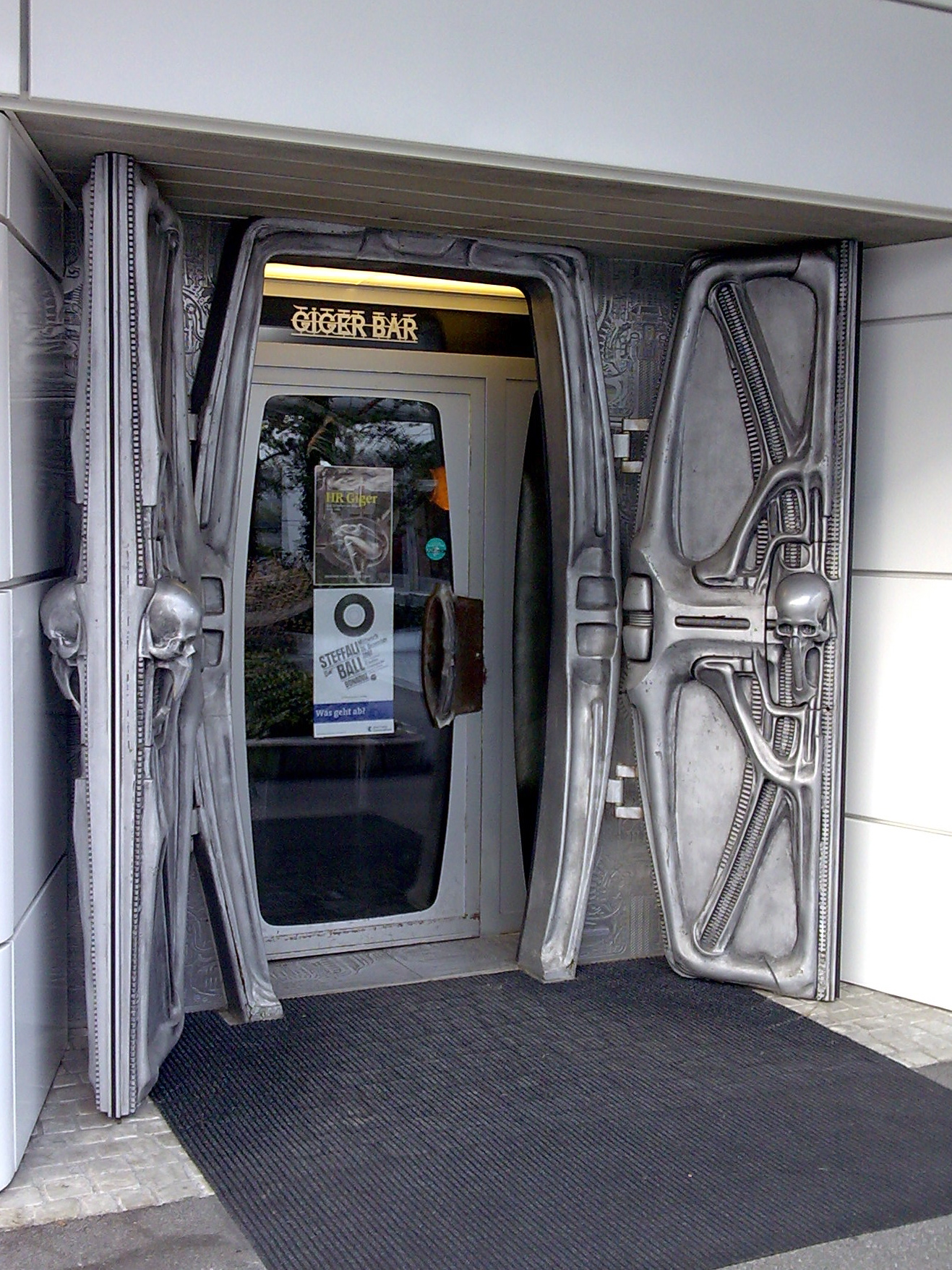
Ingang Giger Bar

Hans Ruedi Giger (bekend als H.R. Giger) (Chur, 5 februari 1940 – Zürich, 12 mei 2014) was een Zwitserse beeldend kunstenaar.

## Biografie
Giger werd bij het grote publiek bekend door het werk dat hij deed voor de film Alien, waarvoor hij in 1980 een Oscar won, en de kunstwerken die hij maakte voor de hoezen van een aantal goedverkochte lp's (later cd's), zoals Emerson, Lake & Palmers Brain Salad Surgery en Deborah Harry's Koo Koo. Zijn visuele stijl maakt gebruik van sterke seksuele referenties en wordt door sommigen storend gevonden.
Giger werd geïnspireerd door Salvador Dalí en zijn persoonlijke vriend Timothy Leary. Hij ontwierp ook meubels, in het bijzonder de Harkonnen Capo Chair uit de film Dune van David Lynch. Zijn stijl is van grote invloed geweest op tatoeëerders in de hele wereld.
Zijn werken worden tentoongesteld in het H.R. Gigermuseum in Gruyères in Zwitserland.
Giger woonde en werkte in Zürich-Seebach. Hij overleed op 74-jarige leeftijd in het ziekenhuis aan verwondingen die hij bij een val had opgelopen.

## Concept art

### Films
- Alien (1979)
- Aliens (1986)
- Alien 3 (1992)
- Alien: Resurrection (1997)
- Alien vs. Predator (2004)
- AVP2: Aliens vs. Predator 2 (2007)
- Alien: Covenant (2017)
- Aphex Twin: Windowlicker (1999); videoclip
- Batman Forever (1995)
- Dune (1984)
- Future-Kill (1985)
- Kondom des Grauens (Killer Condom) (1996)
- Poltergeist II: The Other Side (1986)
- Prometheus (2012)
- Species (1995)
- Species II (1998)
- Tokyo: The Last Megalopolis (1989)

### Architectuur
- De Giger Bar in Chur

### Muziekalbums (hoesontwerp)
- Celtic Frost - To Mega Therion
- Magma - Attahk

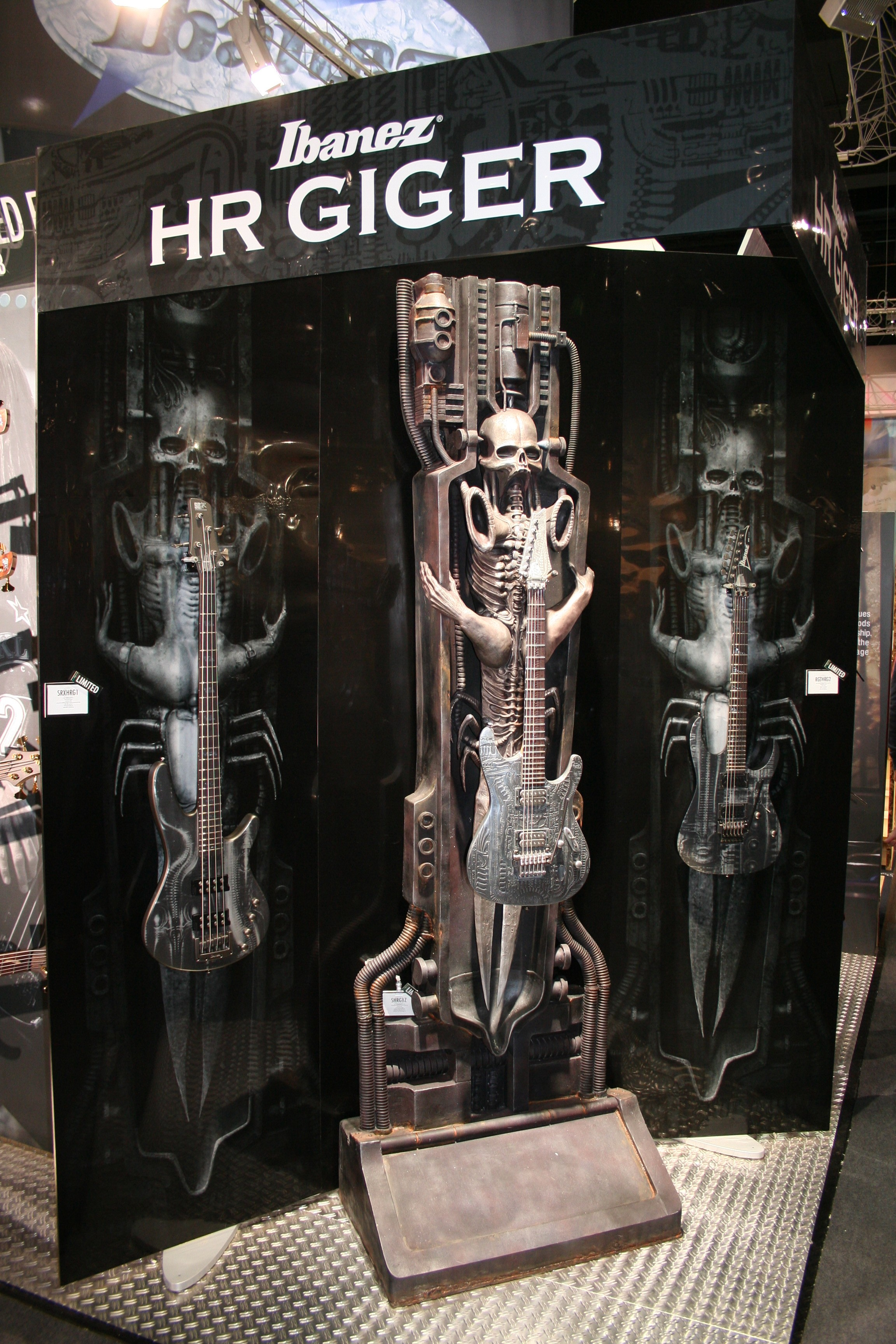
Gitaren op de Frankfurter Musikmesse 2006

- Emerson, Lake & Palmer - Brain Salad Surgery
- Steve Stevens - Atomic Playboys
- Deborah Harry - Koo Koo
- Hide - Hide Your Face
- Danzig - Danzig III: How the Gods Kill
- Atrocity - Hallucinations
- Black Sun Productions
- Island - albumcover Pictures
- Carcass - Heartwork
- Dead Kennedys - Frankenchrist: het schilderij Penis Landscape (ook Work 219: Landschap XX genoemd) werd als affiche bij de lp ingevoegd en leidde tot een rel en een rechtszaak tegen de band[2]
- Triptykon - Eparistera Daimones en Melana Chasmata

### Overige
- Gitaren voor Ibanez
- Microfoonstandaard voor KoRn

## Publicaties
- H.R. Giger's Necronomicon (1977, Sphinx Verlag) - fotoboek
- Giger's Alien (1979, Lappan Verlag) - kunstboek
- Necronomicon 2 (1985, Edition C) - fotoboek
- H.R. Giger's Biomechanics (1993, Morpheus International)
- Species (1995, Edition C) - kunstboek
- HR Giger's Retrospective: 1964-1984 (1997, Morpheus International) - kunstboek
- Alien: Diaries (Patrick Frey, 2013) - kunstboek
- Giger (2018, Taschen America) - kunstboek

## Filmografie

#### Regie
- High and Heimkiller (1967); kortfilm
- Swiss Made (1968); documentairefilm
- Tagtraum (1973); korte documentairefilm
- Giger's Necronomicon (1975); korte documentairefilm
- Giger's Alien (1979); korte documentairefilm
- Debbie Harry: Backfired (1981); videoclip
- Debbie Harry: Now I Know You Know (1981); videoclip
- A New Face of Debbie Harry (1982); korte documentairefilm

#### Documentaires over Giger en zijn werken
- The Alien Legacy (1999)
- Moebius Redux: A Life in Pictures (2007)
- Monsterland (2009)
- Jodorowsky's Dune (2013)
- Dark Star: HR Gigers Welt (2014)
- Memory: The Origins of Alien (2019)